# Második Boc-kormány

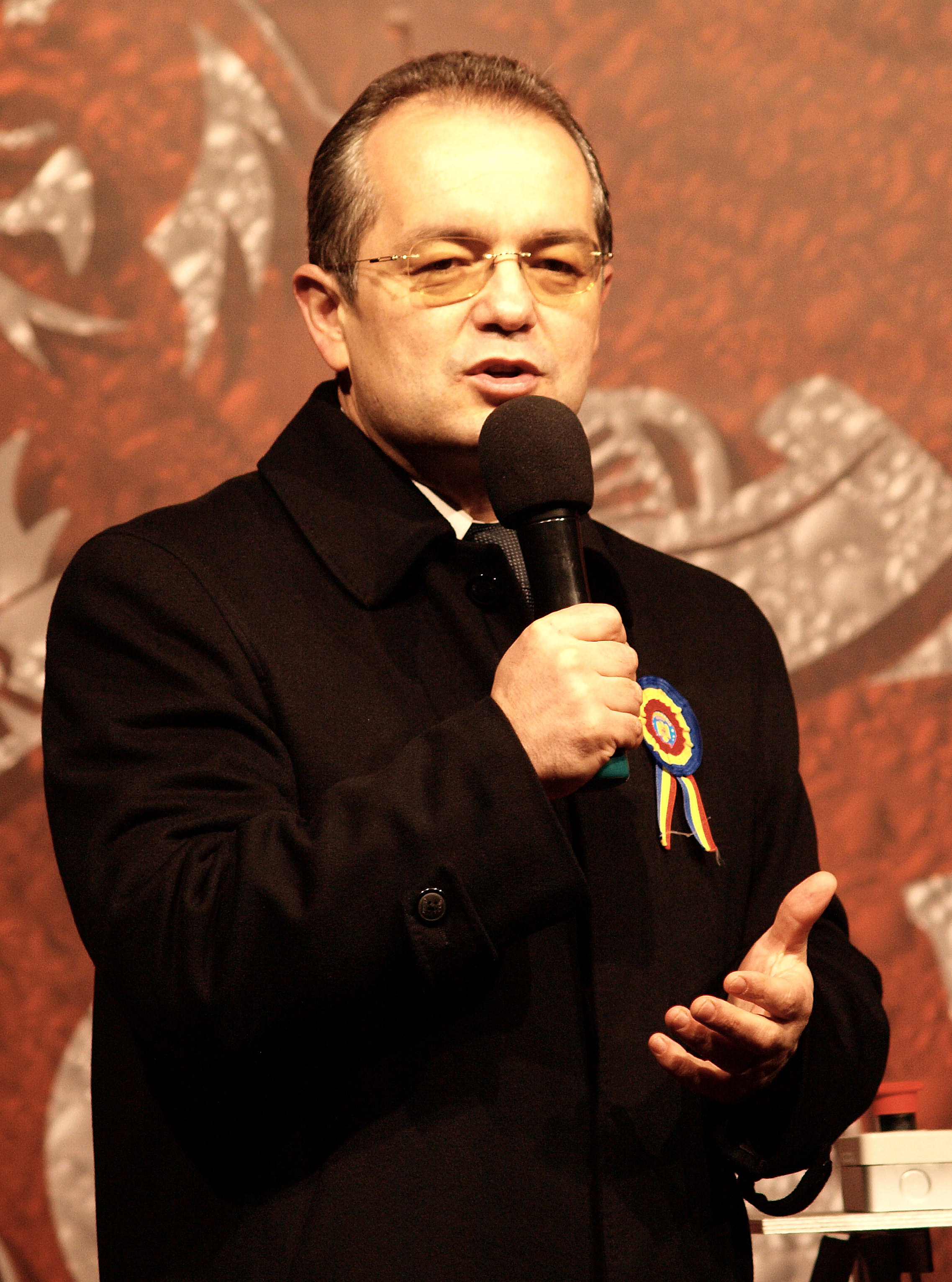
Emil Boc

2009. december 23-án a Románia parlamentje megszavazta az új kormányt. A koalícióban a Demokrata Liberális Párt (PD-L) és a Romániai Magyar Demokrata Szövetség (RMDSZ) vett részt, a miniszterelnök a korábbi Emil Boc. Az RMDSZ egy miniszterelnök-helyettesi posztot és három minisztériumot kapott. Az Országos Szövetség Románia Haladásáért (UNPR) párt 2010-ben a román parlament független képviselőiből alakult, 2010 nyarától vett részt a kormányban.
2012. február 6-án a kormányfő lemondott, utódja Mihai Răzvan Ungureanu lett.

## Megalakulása
Az első Boc-kormány 2009 októberi bukása után a Szociáldemokrata Párttal (PSD) kiegészülve, a Demokrata Liberális Párttal szemben immár parlamenti többségbe került ellenzék Klaus Johannis nagyszebeni polgármestert javasolta a miniszterelnöki tisztségre. A Demokrata Liberális Párthoz közel álló Traian Băsescu államfő azonban ezt nem fogadta el, és a 2009. november-decemberi elnökválasztásig húzta az időt. A kétfordulós közvetlen elnökválasztáson kis különbséggel ismét ő győzött a szociáldemokrata Mircea Geoanăval szembe. Ezután az RMDSZ kivált az ellenzéki egységből, és a Demokrata Liberális Párttal megállapodott a kormányzati részvételről. Tőkés László európai parlamenti (EP) képviselő bírálta a döntést.

## Kormányösszetétel
A második Boc-kormány összetétele 2009. december 23. és 2012. február 9. között:
| Név                                                | Hivatal kezdete      | Hivatal vége         | Párt                                          | Megjegyzés                   |
| Miniszterelnök                                     | Miniszterelnök       | Miniszterelnök       | Miniszterelnök                                | Miniszterelnök               |
| -------------------------------------------------- | -------------------- | -------------------- | --------------------------------------------- | ---------------------------- |
| Emil Boc                                           | 2009. december 23.   | 2012. február 6.     | Demokrata Liberális Párt (PD-L)               | pártelnök                    |
| Cătălin Predoiu (ideiglenesen)                     | 2012. február 6.     | 2012. február 9.     | független                                     | az új kormány megalakításáig |
| Miniszterelnök-helyettes                           |                      |                      |                                               |                              |
| Markó Béla                                         | 2009. december 23.   | 2012. február 9.     | Romániai Magyar Demokrata Szövetség (RMDSZ)   |                              |
| Közigazgatási és belügyminiszter                   |                      |                      |                                               |                              |
| Vasile Blaga                                       | 2009. december 23.   | 2010. szeptember 27. | Demokrata Liberális Párt (PD-L)               |                              |
| Traian Igaș                                        | 2010. szeptember 27. | 2012. február 9.     | Demokrata Liberális Párt (PD-L)               |                              |
| Pénzügyminiszter                                   |                      |                      |                                               |                              |
| Sebastian Teodor Vlădescu                          | 2009. december 23.   | 2010. szeptember 3.  | Demokrata Liberális Párt (PD-L)               |                              |
| Gheorghe Ialomițianu                               | 2010. szeptember 3.  | 2012. február 9.     | Demokrata Liberális Párt (PD-L)               |                              |
| Külügyminiszter                                    |                      |                      |                                               |                              |
| Theodor Baconschi                                  | 2009. december 23.   | 2012. január 23.     | független                                     |                              |
| Cristian Diaconescu                                | 2012. január 24.     | 2012. február 9.     | Országos Szövetség Románia Haladásáért (UNPR) | tiszteletbeli elnök          |
| Gazdasági és kereskedelmi miniszter                |                      |                      |                                               |                              |
| Adriean Videanu                                    | 2009. december 23.   | 2010. szeptember 3.  | Demokrata Liberális Párt (PD-L)               |                              |
| Ion Ariton                                         | 2010. szeptember 3.  | 2012. február 9.     | Demokrata Liberális Párt (PD-L)               |                              |
| Igazságügy-miniszter                               |                      |                      |                                               |                              |
| Cătălin Predoiu                                    | 2009. december 23.   | 2012. február 9.     | független                                     |                              |
| Oktatási, kutatási, ifjúsági és sportminiszter     |                      |                      |                                               |                              |
| Daniel Petru Funeriu                               | 2009. december 23.   | 2012. február 9.     | Demokrata Liberális Párt (PD-L)               |                              |
| Regionális fejlesztési és idegenforgalmi miniszter |                      |                      |                                               |                              |
| Elena Udrea                                        | 2009. december 23.   | 2012. február 9.     | Demokrata Liberális Párt (PD-L)               |                              |
| Munkaügyi, szociális és családügyi miniszter       |                      |                      |                                               |                              |
| Mihai Șeitan                                       | 2009. december 23.   | 2010. szeptember 3.  | Demokrata Liberális Párt (PD-L)               |                              |
| Ioan Botiș                                         | 2010. szeptember 3.  | 2011. június 3.      | Demokrata Liberális Párt (PD-L)               |                              |
| Sebastian Lăzăroiu                                 | 2011. június 3.      | 2011. szeptember 19. | Demokrata Liberális Párt (PD-L)               |                              |
| Sulfina Barbu                                      | 2011. szeptember 19. | 2012. február 9.     | Demokrata Liberális Párt (PD-L)               |                              |
| Nemzetvédelmi miniszter                            |                      |                      |                                               |                              |
| Gabriel Oprea                                      | 2009. december 23.   | 2012. február 9.     | független                                     |                              |
| Közlekedési és infrastrukturális miniszter         |                      |                      |                                               |                              |
| Radu Berceanu                                      | 2009. december 23.   | 2010. szeptember 3.  | Demokrata Liberális Párt (PD-L)               |                              |
| Anca Boagiu                                        | 2010. szeptember 3.  | 2012. február 9.     | Demokrata Liberális Párt (PD-L)               |                              |
| Mezőgazdasági és vidékfejlesztési miniszter        |                      |                      |                                               |                              |
| Mihail Dumitru                                     | 2009. december 23.   | 2010. szeptember 3.  |                                               |                              |
| Valeriu Tabără                                     | 2010. szeptember 3.  | 2012. február 9.     | Demokrata Liberális Párt (PD-L)               |                              |
| Egészségügyi miniszter                             |                      |                      |                                               |                              |
| Cseke Attila                                       | 2009. december 23.   | 2011. augusztus 17.  | Romániai Magyar Demokrata Szövetség (RMDSZ)   |                              |
| Ritli László                                       | 2011. augusztus 18.  | 2012. február 9.     | Romániai Magyar Demokrata Szövetség (RMDSZ)   |                              |
| Művelődési és nemzeti örökségi miniszter           |                      |                      |                                               |                              |
| Kelemen Hunor                                      | 2009. december 23.   | 2012. február 9.     | Romániai Magyar Demokrata Szövetség (RMDSZ)   | pártelnök                    |
| Környezetvédelmi és erdészeti miniszter            |                      |                      |                                               |                              |
| Borbély László                                     | 2009. december 23.   | 2012. február 9.     | Romániai Magyar Demokrata Szövetség (RMDSZ)   |                              |
| Hírközlési és tájékoztatási miniszter              |                      |                      |                                               |                              |
| Gabriel Sandu                                      | 2009. december 23.   | 2010. szeptember 3.  | Demokrata Liberális Párt (PD-L)               |                              |
| Valerian Vreme                                     | 2010. szeptember 3.  | 2012. február 9.     | Demokrata Liberális Párt (PD-L)               |                              |
| Európai alapok lehívását koordináló miniszter      |                      |                      |                                               |                              |
| Leonard Orban                                      | 2011. szeptember 20. | 2012. február 9.     | független                                     | korábbi EB-biztos            |

## Tevékenysége
Az RMDSZ a koalíciós tárgyalásokon elérte, hogy – bár egy évvel korábban az első Boc-kormány eltávolította a magyar nemzetiségű prefektusokat hivatalukból – Hargita és Kovászna mellett Hunyad, Szilágy és a Kárpátokon túli Vaslui megye legfőbb kormányzati hivatalnoka, kilenc megyében pedig az alprefektus magyar nemzetiségű lehet.
Az első kormányátalakításra 2010. szeptember 3-án került sor. Emil Boc hat miniszterét cserélte le, köztük a pénzügyminisztert.
2011 szeptemberében Leonard Orban, az Európai Bizottság (EB) korábbi tagja az európai alapok lehívásáért felelős miniszter lett.

### Gazdaságpolitika
A kormány gazdasági megszorító intézkedéseket akart bevezetni: a tervek szerint 2010-ben befagyasztják a nyugdíjakat, a közalkalmazotti bérek közül pedig csak a legalacsonyabbak emelkednek. Csökkentik a közszféra állományát is: a közoktatásból 15 ezer, a Román Állami Vasúttársaságtól (CFR) 11 ezer alkalmazottat bocsátanak el. A szakszervezetek tiltakoznak az intézkedések ellen.
A megszorítások célja, hogy a GDP-arányos államháztartási hiány 2010-ben ne emelkedjen 6,8 százalék fölé, ugyanis ez a Nemzetközi Valutaalappal (IMF) kötött 20 milliárd eurós hitelszerződés feltétele. Ezért emelték 2010. július 1-től 19 százalékról 24 százalékra az áfát is, ami miatt erősen visszaesett a fogyasztás. A közalkalmazotti bérek csökkentése, az adóemelések és az elbocsátások miatt számos tüntetés volt, a kormánypártok és Traian Băsescu elnök népszerűsége lecsökkent.

### Egészségügy reform
2012 januárjában az egészségügy tervezett privatizációja utcai megmozdulásokat váltott ki országszerte, követelve Traian Băsescu és a kormány lemondását. Az új egészségügyi törvénytervezet elfogadását államfő sürgette, aki a lakosság és a szakma egy részének elégedetlensége hatására visszavonta társadalmi vitáról a tervezetet. Ugyanakkor továbbra is sürgeti egy újabb jogszabály kidolgozását az egészségügy megreformálása érdekében. A miniszterelnök január 23-án menesztette Teodor Baconschi külügyminisztert, mivel előző nap az internetes blogjában, a verekedésbe torkollott 22-ei bukaresti utcai tüntetések után „közönséges, ostoba, erőszakos tömegnek” nevezte a tüntetőket.

### A kormány felbomlása
Emil Boc 2012. február 6-án kormánya nevében bejelentette lemondását. Boc a kabinet pár perces ülését követően közölte döntését, amelynek okaként a „politikai-szociális feszültséget” jelölte meg. A kabinet vezetését ideiglenesen Cătălin Predoiu igazságügy-miniszter látja el. Traian Băsescu államfő Mihai Răzvan Ungureanu volt külügyminisztert, a Külügyi Hírszerző Szolgálat (SIE) vezetőjét bízta meg a kormányalakítással. Az új kormány megalakulásáig a régi ügyvezető maradt.
A román sajtó szerint Boc lemondása előre eltervezett, az IMF-delegáció távozása utánra volt időzítve, már 2011 decemberében tárgyalt róla a miniszterelnök és a pártelnök. Így egyrészt pártjuk, a PD-L csökkenő népszerűségét próbálták megállítani és a 2012-es választásokig növelni, másrészt az utcai tüntetéseket próbálták lecsillapítani.